# Karl Friedrich August von Eberstein
Karl Friedrich August Freiherr von Eberstein (* 18. März 1797 in Memel; † 28. August 1864 in Vilich) war ein preußischer Generalmajor und zuletzt Kommandant von Jülich.

## Leben

### Herkunft
Er war der Sohn von Heinrich Friedrich Wilhelm von Eberstein (* 21. Juli 1753; † 31. Oktober 1810) und dessen Ehefrau Friederike Wilhelmine, geborene Jacobi (* 1763; † 17. Juli 1831), eine Tochter des Kriegsrates Jacobi aus Königsberg. Sein Vater war Oberst a.D, zuletzt im 2. Ostpreußischen Infanterie-Regiment sowie Ritter des Ordens Pour le Mérite. Der spätere preußische Generalmajor Robert von Eberstein war sein Bruder.

### Militärkarriere
Eberstein kam am 1. August 1811 als Kadett nach Berlin und wurde von dort am 31. Mai 1813 als Portepeefähnrich im II. Reserve-Bataillon des 4. Infanterie-Regiments (Nr. 5) der Preußischen Armee angestellt. Aber bereits am 19. September 1813 kam er als Sekondeleutnant in das 5. Reserve-Infanterie-Regiment (Nr. 17). Während der Befreiungskriege kämpfte Eberstein bei den Belagerungen von Stettin und Wittenberg. Beim Sturm auf Arnheim wurde er verwundet und mit dem Eisernen Kreuz II. Klasse ausgezeichnet. Auch im Gefecht bei Wilmersdorf wurde er verwundet, später kämpfte er schon wieder bei Coswig.
Nach dem Krieg avancierte Eberstein am 18. Januar 1825 zum Premierleutnant. Am 25. Oktober 1831 wurde er Hauptmann und Kompaniechef. Am 30. März 1840 wurde er mit Patent vom 13. April 1832 in das 15. Infanterie-Regiment versetzt. Am 28. März 1844 wurde er Major und Kommandeur des I. Bataillons im 25. Landwehr-Regiment. In gleicher Eigenschaft folgte am 30. März 1844 seine Versetzung in das 28. Infanterie-Regiment. Dort wurde Eberstein noch am 22. März 1853 Oberstleutnant, bevor er am 23. Mai 1854 als Kommandant nach Jülich versetzt wurde. Kurz darauf stellte man ihn à la suite des 28. Infanterie-Regiment und am 13. Juli 1854 erhielt Eberstein seine Beförderung zum Oberst. Unter Verleihung des Charakters als Generalmajor wurde Eberstein am 8. Juli 1858 mit der gesetzlichen Pension zur Disposition gestellt.
In seiner Beurteilung aus dem Jahr 1847 hieß es: „Sittlich und geistig gebildet, seine Stellung als kriegserfahrener Soldat richtig erkennend und vollkommen ausfüllend, wirkt er mit unermütlichem Eifer auf die ihm untergebenen Offiziere und Soldaten ein. Das von ihm befehligte Bataillon ist daher auch in einer lobenswerten Verfassung, sowohl was Disziplin und innere Ordnung als was die praktische Ausbildung betrifft. Er eignet sich zu Beförderung in der Tour.“

### Familie
Eberstein heiratete am 19. Juli 1822 in Berlin Emilie Wilhelmine von Budritzki (* 7. Juni 1802; † 14. Januar 1863), eine Tochter des Karl Friedrich von Budritzki, Oberstleutnant im 17. Infanterie-Regiment. Das Paar hatte mehrere Kinder:
- Auguste Frederike Henriette (* 13. April 1823; † 16. Mai 1866) ⚭ 1851 Otto von Zaborowski, Postbeamter
- Emil Ferdinand (* 28. Mai 1824; † 14. Mai 1886), Stationsvorsteher ⚭ 1856 Josefine Franziska Elisabeth Neuendorff (* 28. Januar 1827)
- Benno Julius Rudolf (* 2. Januar 1826; † 4. Februar 1885)

⚭ 1860 Mathilde Engelberts (* 8. Juli 1830; † 1. Dezember 1864)
⚭ 1866 Alma Auguste Karoline von Münchow (* 5. März 1834; † 18. November 1876) aus dem Haus Natzdorf
⚭ 1877 Johanna Auguste Emilie Frost (* 1. September 1845), Tochter des Oberstabsarztes Frost
- Hedwig Mathilde Ottilie (* 8. August 1827; † 18. August 1827)
- Klara Johanna Mathilde (* 23. August 1828) ⚭ 1850 Georg Hermann Benjamin Lob († 26. März 1890), Spinnereibesitzer
- Max Friedrich Gustav (* 7. September 1829; † 24. November 1882), Eisenbahn-Inspektor ⚭ Wilhelmine Moog (* 27. Juni 1830)
- Oskar Xaver Alexander (* 23. Oktober 1830; † 26. November 1867)

⚭ Franziska Fischer
⚭ Friederike Kröll († 1882)
- Richard August Franz (* 23. März 1835; † 5. August 1835)
- Viktor August Theodor (* 2. Mai 1836; † 31. Dezember 1891), preußischer Oberst, Kommandant von Kolberg ⚭ 1864 in Remagen (evangelisch) Pauline Wilhelmine Katharina van Hees (* 6. September 1845)
- Jenny Pauline Florentine (* 13. August 1837; † 27. Januar 1846)
- Olga Emilie Sophie (* 18. September 1838; † 3. November 1846)
- Friedrich Wilhelm (* 18. März 1840; † 29. März 1840)
- Fanny Franziska Ulrike (* 17. März 1843)
- Hugo Otto Ewald (* 3. Oktober 1846; † 26. Juni 1908), preußischer Generalmajor ⚭ 1869 Hedwig Wilhelmine Scherz (* 19. Mai 1850)